# منشأة بسيوني
قرية منشاة بسيونى هي إحدى القرى التابعة لمركز كفر الدوار في محافظة البحيرة في جمهورية مصر العربية. حسب إحصاءات سنة 2006، بلغ إجمالي السكان في منشاة بسيونى 7027 نسمة، منهم 3547 رجل و3480 امرأة.

## التاريخ
قرية منشأة بسيوني من القرى القديمة، حيث وردت باسم «الصير» في أعمال البحيرة ضمن قرى الروك الصلاحي التي أحصاها ابن مماتي في كتاب قوانين الدواوين، كما وردت باسم «الصير» في أعمال البحيرة ضمن قرى الروك الناصري التي أحصاها ابن الجيعان في كتاب «التحفة السنية بأسماء البلاد المصرية». وفي العصر العثماني وردت باسم «الصير» في التربيع العثماني الذي أجراه الوالي العثماني سليمان باشا الخادم في عصر السلطان العثماني سليمان القانوني ضمن قرى ولاية البحيرة، وفي تاريخ 1228هـ/1813م الذي عدّ قرى مصر بعد المسح الذي قام به محمد علي باشا باسم «بركة الصيادين» ضمن قرى مديرية البحيرة. وفي سنة 1350هـ/1931م، تغير الاسم إلى منشأة بسيوني.